# Arcidiocesi di Medellín
L'arcidiocesi di Medellín (in latino: Archidioecesis Medellensis) è una sede metropolitana della Chiesa cattolica in Colombia. Nel 2021 contava 3.082.475 battezzati su 3.863.087 abitanti. È retta dall'arcivescovo Ricardo Antonio Tobón Restrepo.

## Territorio
L'arcidiocesi comprende l'area metropolitana di Medellín, costituita da 7 comuni del dipartimento colombiano di Antioquia: Medellín, Bello, Envigado, Itagüí, Sabaneta, Copacabana e La Estrella. Sono da escludere dal territorio dell'arcidiocesi di Medellín la regione chiamata La Tablaza del comune di La Estrella, che appartiene alla diocesi di Caldas; il distretto di San Sebastián de Palmitas del comune di Medellín, che fa parte dell'arcidiocesi di Santa Fe de Antioquia, e il settore chiamato Las Palmas del comune di Envigado, che appartiene alla diocesi di Sonsón-Rionegro.
Sede arcivescovile è la città di Medellín, dove si trova la cattedrale dell'Immacolata Concezione di Maria Vergine. Nel territorio sorgono, oltre alla cattedrale, altre due basiliche minori: Nostra Signora della Candelora a Medellín, e Nostra Signora del Rosario de Chiquinquira a La Estrella.
Il territorio si estende su una superficie di 718 km² ed è suddiviso in 342 parrocchie, raggruppate in 4 vicarie episcopali, ripartite in 8 zone pastorali e 21 arcipresbiterati.

### Provincia ecclesiastica
La provincia ecclesiastica di Medellín, istituita nel 1902, comprende 4 suffraganee:
- diocesi di Caldas,
- diocesi di Girardota,
- diocesi di Jericó,
- diocesi di Sonsón-Rionegro.

## Storia

Mappa che mostra l'evoluzione territoriale della diocesi di Medellín dal 1868 a oggi

La diocesi di Medellín fu eretta il 14 febbraio 1868 con il decreto Apostolici ministerii della Congregazione Concistoriale, ricavandone il territorio dalla diocesi di Antioquia (oggi arcidiocesi di Santa Fe de Antioquia), contestualmente soppressa. Originariamente era suffraganea dell'arcidiocesi di Bogotà. Il decreto stabilì inoltre che fosse conservato il titolo della soppressa diocesi nel nome di quella nuova, che divenne "diocesi di Medellín e Antioquia".
Il 29 gennaio 1873 con la bolla Super oecumenica di papa Pio IX fu ristabilita la diocesi di Antioquia con territorio smembrato da quello di Medellín. Il 16 aprile 1875 quest'ultima si ampliò, includendo altre 26 municipalità che erano appartenute alla diocesi di Antioquia.
L'11 aprile 1900 cedette una porzione del suo territorio a vantaggio dell'erezione della diocesi di Manizales (oggi arcidiocesi).
Il 24 febbraio 1902 è stata elevata al rango di arcidiocesi metropolitana con il decreto Apostolici ministerii della Congregazione Concistoriale.
Il 12 agosto 1931 fu inaugurata la nuova cattedrale dell'arcidiocesi, in sostituzione della basilica di Nostra Signora della Candelora, primitiva cattedrale della diocesi.
Il 15 settembre 1936 l'arcivescovo Tiberio de Jesús Salazar y Herrera fondò l'Universidad Pontificia Bolivariana, una delle più prestigiose università colombiane.
Il 18 marzo 1957 ha ceduto un'altra porzione di territorio a vantaggio dell'erezione della diocesi di Sonsón (oggi diocesi di Sonsón-Rionegro).
Il 27 ottobre 1962 ha ceduto una porzione di territorio a vantaggio della diocesi di Barrancabermeja.
Il 18 giugno 1988 ha ceduto ulteriori porzioni di territorio a vantaggio dell'erezione delle diocesi di Caldas e di Girardota.
L'arcidiocesi ha ricevuto la visita apostolica di papa Giovanni Paolo II nel 1986 e di papa Francesco nel 2017.
Il 7 ottobre 2016 la Congregazione per il culto divino e la disciplina dei sacramenti ha confermato Nostra Signora della Candelaria patrona principale dell'arcidiocesi.

## Cronotassi dei vescovi
Si omettono i periodi di sede vacante non superiori ai 2 anni o non storicamente accertati.
- Valerio Antonio Jiménez † (13 marzo 1868 - 29 maggio 1873 dimesso)
- José Joaquín Isaza Ruiz † (29 maggio 1873 succeduto - 29 dicembre 1874 deceduto)
- José Ignacio Montoya Palacio † (7 aprile 1876 - 15 luglio 1884 deceduto)
- Bernardo Herrera Restrepo † (27 marzo 1885 - 4 giugno 1891 nominato arcivescovo di Santafé en Nueva Granada)
- Joaquín Pardo Vergara † (1º febbraio 1892 - 14 novembre 1904 deceduto)
- Manuel José Cayzedo Martínez † (14 dicembre 1905 - 22 giugno 1937 deceduto)
- Tiberio de Jesús Salazar y Herrera † (22 giugno 1937 succeduto - 4 marzo 1942 deceduto)
- Joaquín García Benítez, C.I.M. † (14 maggio 1942 - 28 novembre 1957 dimesso[5])
- Tulio Botero Salazar, C.M. † (8 dicembre 1957 - 2 giugno 1979 ritirato)
- Alfonso López Trujillo † (2 giugno 1979 succeduto - 9 gennaio 1991 dimesso)
- Héctor Rueda Hernández † (7 novembre 1991 - 13 febbraio 1997 ritirato)
- Alberto Giraldo Jaramillo, P.S.S. † (13 febbraio 1997 - 16 febbraio 2010 ritirato)
- Ricardo Antonio Tobón Restrepo, dal 16 febbraio 2010

## Statistiche
L'arcidiocesi nel 2021 su una popolazione di 3.863.087 persone contava 3.082.475 battezzati, corrispondenti al 79,8% del totale.
| anno | popolazione | popolazione | popolazione | presbiteri | presbiteri | presbiteri | presbiteri                | diaconi | religiosi | religiosi | parrocchie |
| anno | battezzati  | totale      | %           | numero     | secolari   | regolari   | battezzati per presbitero | diaconi | uomini    | donne     | parrocchie |
| ---- | ----------- | ----------- | ----------- | ---------- | ---------- | ---------- | ------------------------- | ------- | --------- | --------- | ---------- |
| 1950 | 800.000     | 800.000     | 100,0       | 366        | 275        | 91         | 2.185                     |         | 253       | 1.676     | 64         |
| 1966 | 1.200.000   | 1.250.000   | 96,0        | 549        | 298        | 251        | 2.185                     |         | 452       | 3.144     | 145        |
| 1968 | 1.500.000   | 1.586.650   | 94,5        | 671        | 417        | 254        | 2.235                     | 9       | 505       | 2.946     | 162        |
| 1976 | 1.900.000   | 1.950.000   | 97,4        | 416        | 416        |            | 4.567                     |         | 334       | 3.831     | 182        |
| 1980 | 2.125.000   | 2.250.000   | 94,4        | 786        | 446        | 340        | 2.703                     |         | 702       | 3.055     | 192        |
| 1990 | 2.106.214   | 2.149.197   | 98,0        | 711        | 427        | 284        | 2.962                     |         | 804       | 4.604     | 234        |
| 1999 | 2.512.065   | 2.952.956   | 85,1        | 896        | 578        | 318        | 2.803                     |         | 886       | 2.674     | 264        |
| 2000 | 3.004.344   | 3.106.344   | 96,7        | 878        | 546        | 332        | 3.421                     | 17      | 863       | 2.899     | 268        |
| 2001 | 2.788.900   | 3.280.993   | 85,0        | 907        | 597        | 310        | 3.074                     | 6       | 951       | 2.863     | 270        |
| 2002 | 2.667.012   | 2.963.346   | 90,0        | 897        | 590        | 307        | 2.973                     | 23      | 968       | 2.966     | 281        |
| 2003 | 2.587.230   | 2.907.000   | 89,0        | 911        | 601        | 310        | 2.839                     | 36      | 750       | 2.936     | 296        |
| 2004 | 2.625.494   | 3.012.847   | 87,1        | 909        | 590        | 319        | 2.888                     | 39      | 760       | 2.901     | 301        |
| 2013 | 3.074.000   | 3.718.776   | 82,7        | 961        | 692        | 269        | 3.198                     | 47      | 766       | 2.945     | 337        |
| 2016 | 2.968.326   | 3.919.172   | 75,7        | 1.069      | 737        | 332        | 2.776                     | 48      | 680       | 2.945     | 332        |
| 2019 | 2.842.799   | 3.984.083   | 71,4        | 1.175      | 832        | 343        | 2.419                     | 56      | 640       | 2.681     | 342        |
| 2021 | 3.082.475   | 3.863.087   | 79,8        | 1.148      | 794        | 354        | 2.685                     | 62      | 569       | 2.705     | 342        |

## Galleria d'immagini

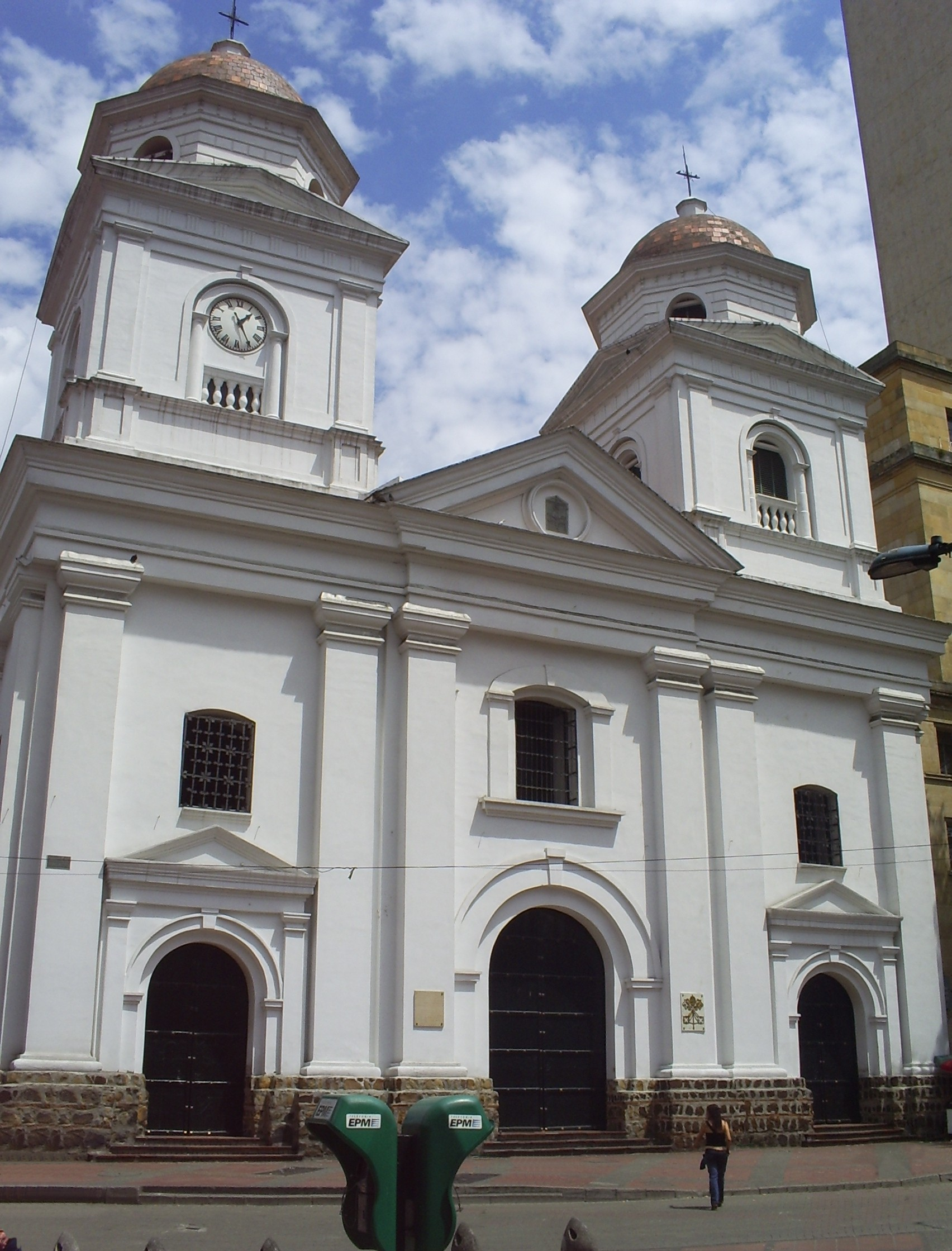
La basilica di Nostra Signora della Candelora di Medellín.
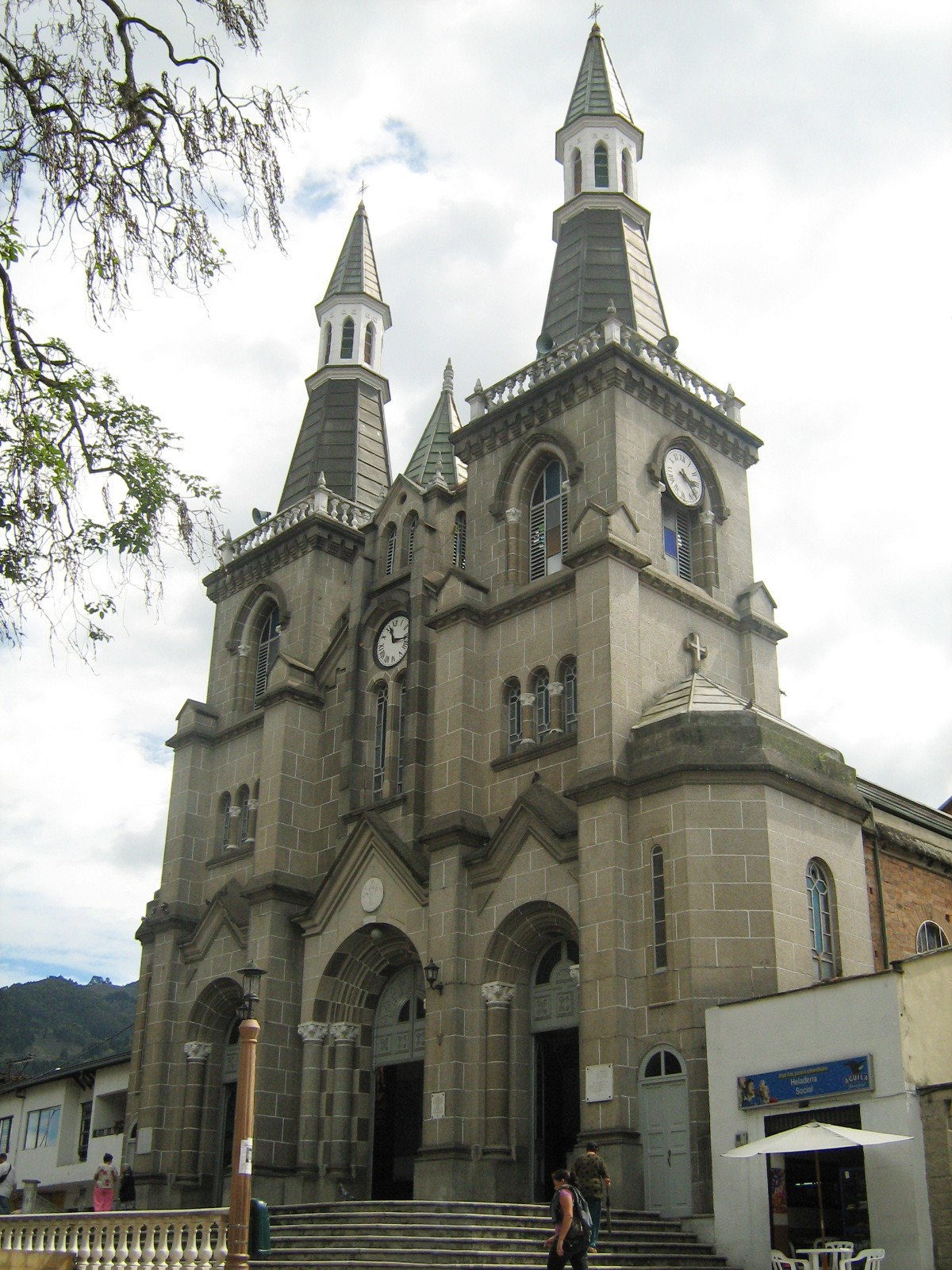
La basilica di Nostra Signora del Rosario de Chiquinquira di La Estrella.
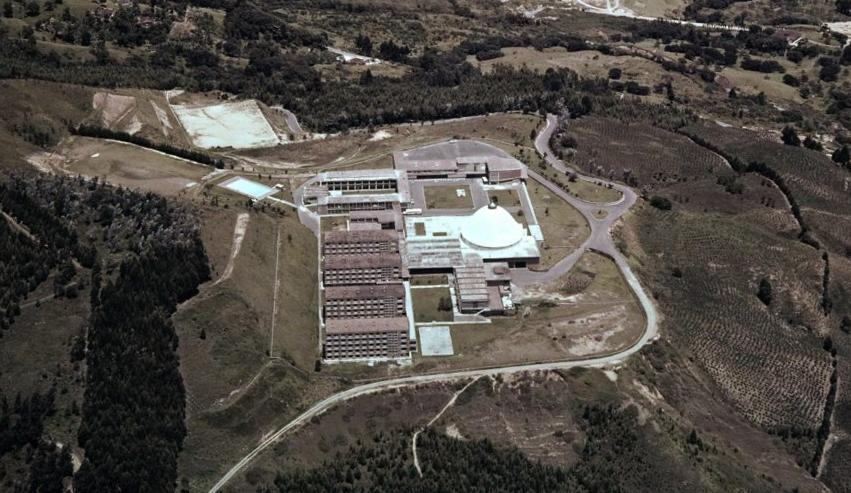
Vista aerea del seminario arcivescovile maggiore.
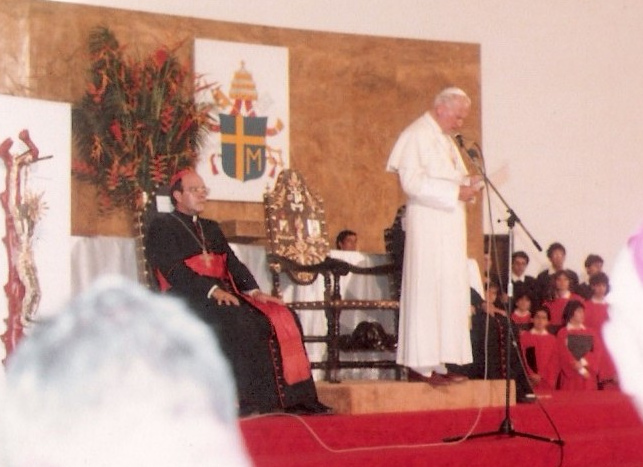
Papa Giovanni Paolo II in visita al seminario maggiore nel 1986.
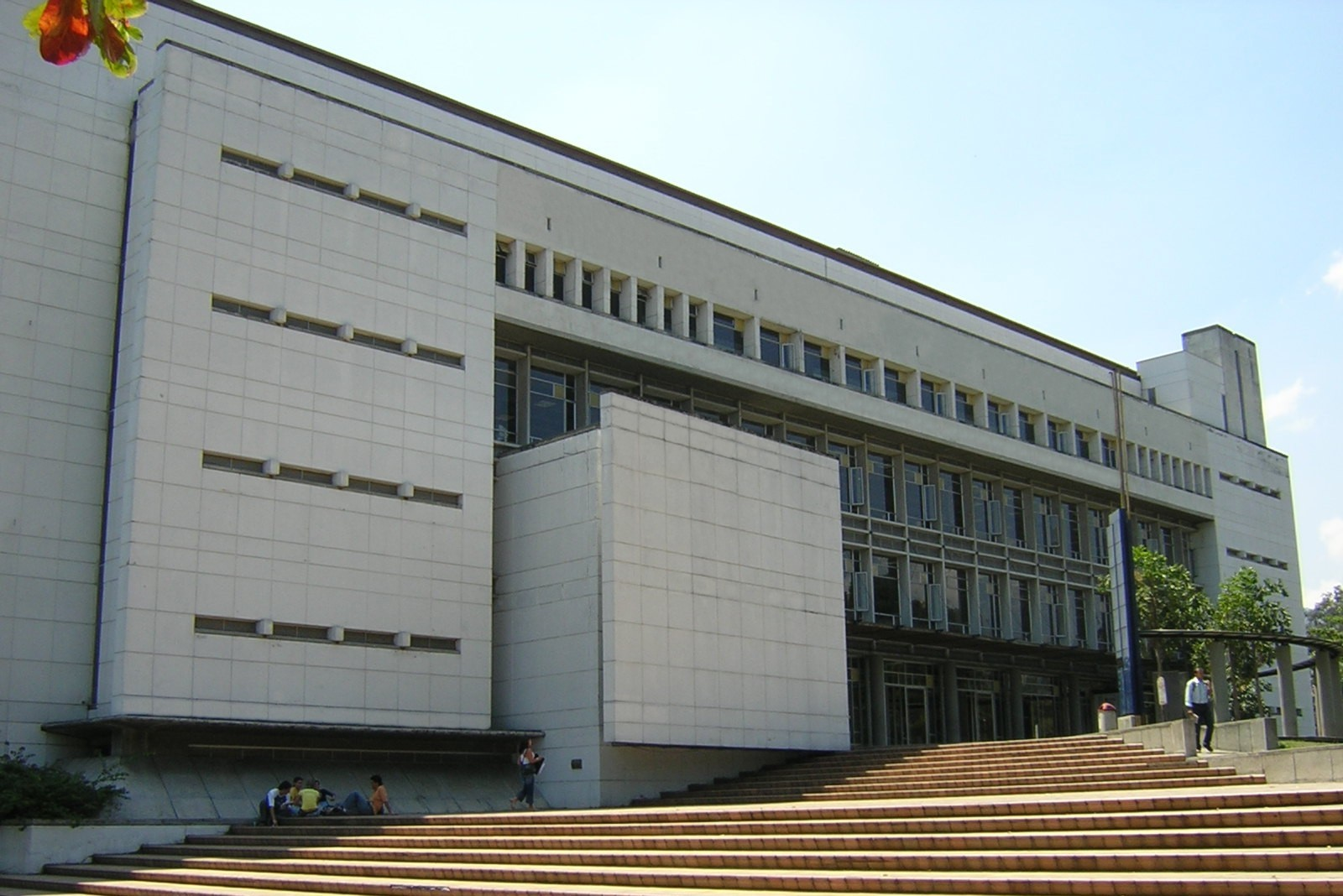
La sede della biblioteca centrale della Universidad Pontificia Bolivariana.